# Nyctemera amicus
Nyctemera amicus är en fjärilsart som beskrevs av White 1841. Nyctemera amicus ingår i släktet Nyctemera och familjen björnspinnare. Inga underarter finns listade i Catalogue of Life.

## Bildgalleri

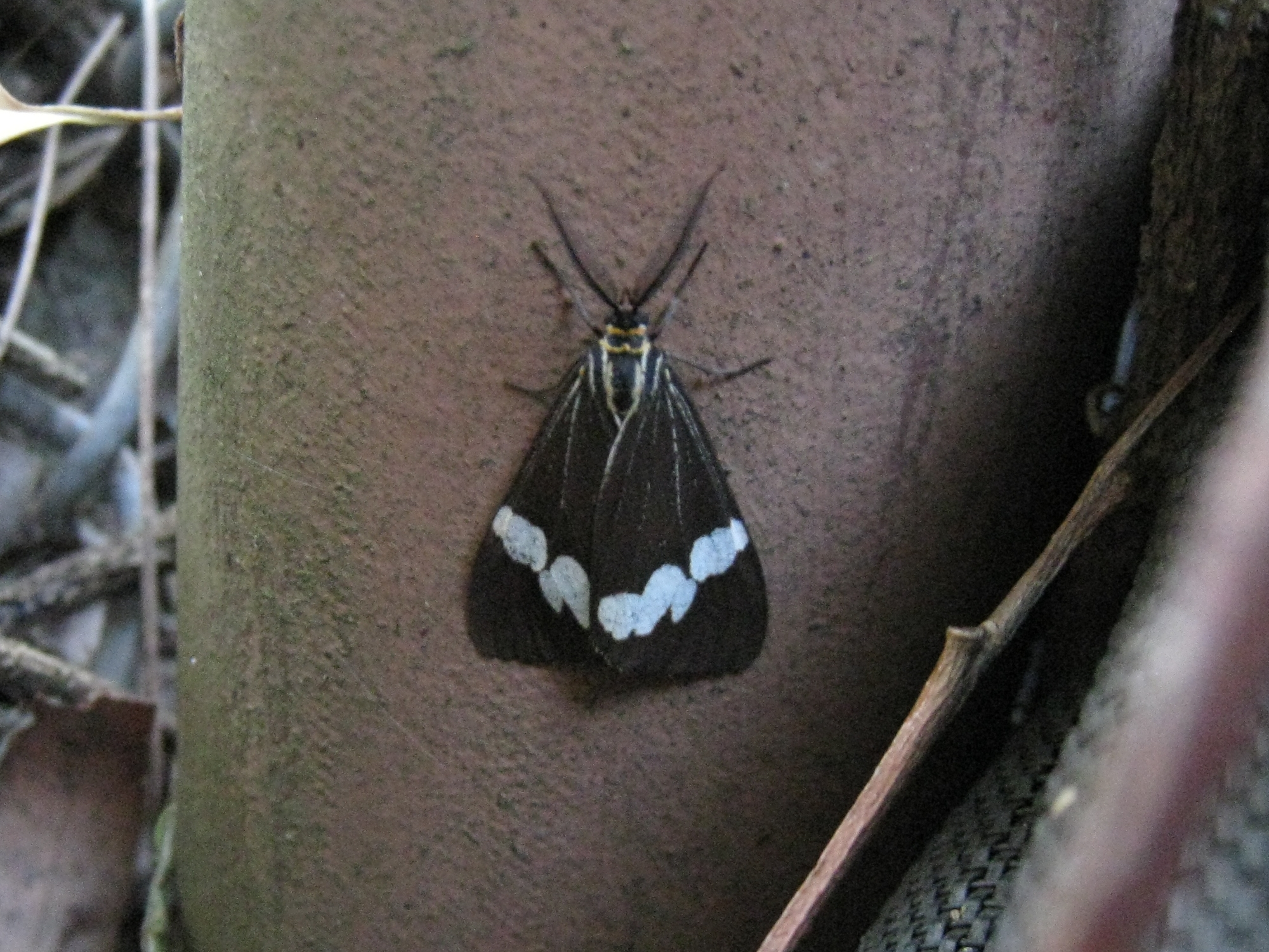
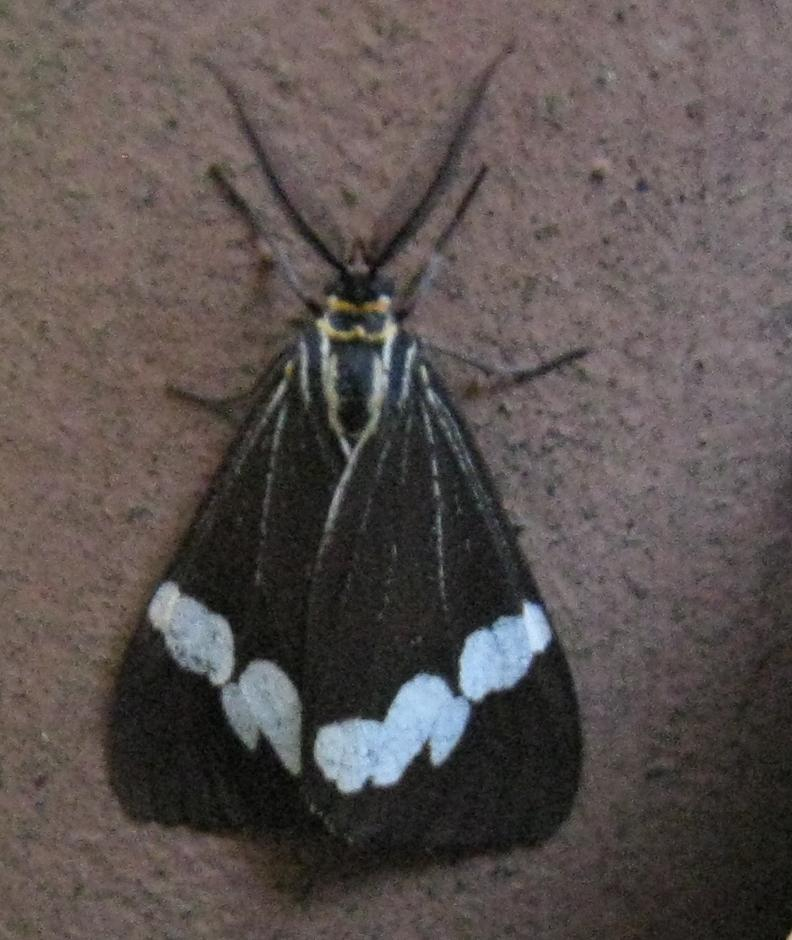
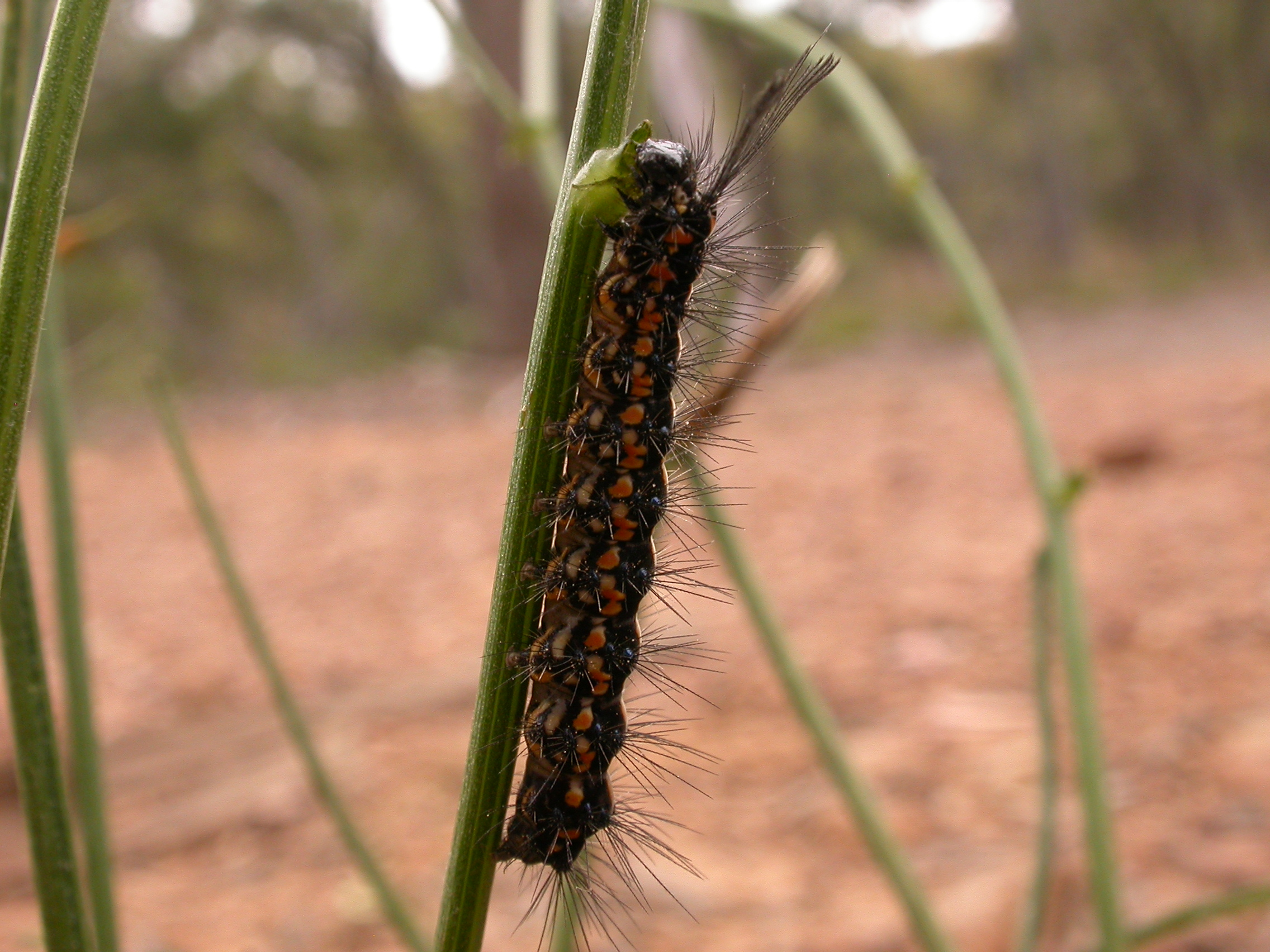
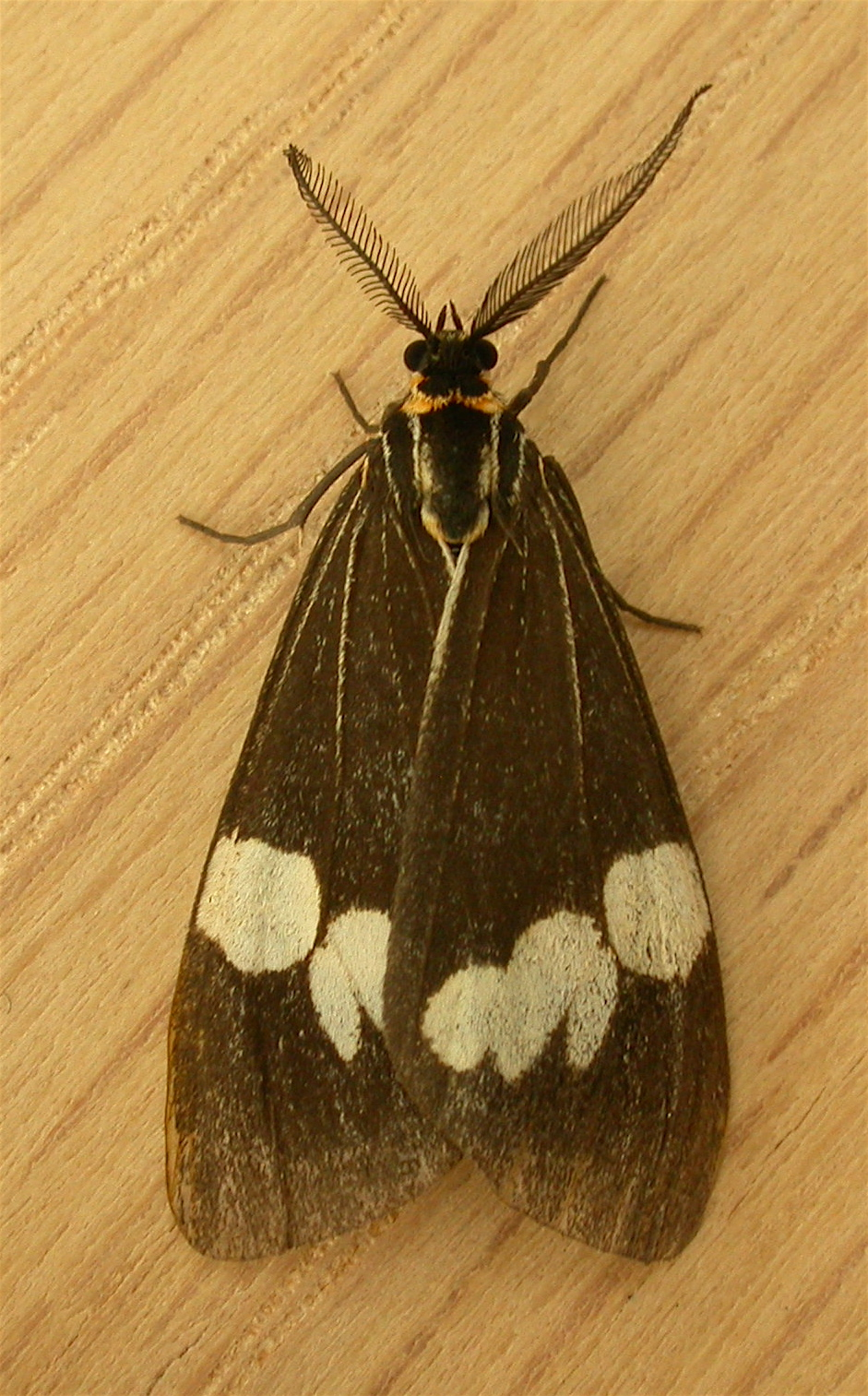